# 克斯勒塔格佛寺遗址
克斯勒塔格佛寺遗址位于中华人民共和国新疆维吾尔自治区阿克苏地区柯坪县，是具有龟兹建筑形制的佛寺遗址，时代约为南北朝至唐。佛寺依山而建，由佛殿、僧房、佛塔等构成。
2013年，克斯勒塔格佛寺遗址列为全国重点文物保护单位。

## 地理地望
克斯勒塔格佛寺遗址位于中华人民共和国新疆维吾尔自治区阿克苏地区柯坪县盖孜力克镇，西南距县城约10千米。地理上，克斯勒塔格佛寺遗址位于库车河沿岸，北依无植被覆盖的克斯勒塔格山，建于山体岩石之上。遗址现处于国家3A级旅游景区克斯勒度假村景区内，向东北距离丘达依塔格戍堡830米。

## 规模形制
克斯勒塔格佛寺遗址总面积约1000平方米，是包括佛殿、僧房、佛塔等组成的完整佛教寺院遗址。建筑分布在克斯勒塔格山坡及山前台地上，自南向北呈阶梯状逐层分布，三层平台高度差超过30米。建筑主要由黄土坯砌筑而成。山坡上有五至七级人工建造的台阶状踏步遗迹。其上存长、宽、高皆为5米的残墙及一处宽超1米，长约5米的甬道。甬道北壁有壁画残存，甬道地面有约1厘米厚的石膏层，上面时20厘米到30厘米的塌土。沿甬道向北继续向上至顶部为佛殿遗迹。佛殿遗迹东西15米，进深9米，残高7米。佛殿旁有佛塔塔基等遗迹。佛寺遗址中部有台基遗迹，但因坍塌导致形制不明。建筑形制与龟兹的部分石窟近似，为塔柱式佛教建筑。
克斯勒塔格佛寺北部与东部保存较好，南部因柯坪县水泥厂的建设导致破坏严重，山前台地的建筑遗迹已无存。遗迹所面临危害包括墙体坍塌、墙基风蚀凹陷、墙体裂缝、水土流失、风化剥落等，原因包括风蚀、水蚀、温差、地震、人为因素等。其中人为因素包括随意穿行、修建违章建筑、盗掘等。
据1992年的《柯坪县志》载，库车河东岸也有同样利用山坡自然坡度分层修建的建筑遗址，存有残高1.2米，宽约2米的围墙，围墙包围着建筑群。顶部存有烽燧建筑遗址。

## 出土遗物
克斯勒塔格佛寺遗址出土的遗物以陶器为主，材质以夹砂陶居多，也存有灰陶等。类型有罐、瓮、釜等大型器具，也有碗、壶等小型器具。1976年于遗址出土有两件彩绘舍利罐。其一为高17厘米，底径15厘米的夹砂红陶，平底，柱身，肩部以上呈斜坡向上，表面有赭、红、黑、白色覆莲等图案。其二高23厘米，底径近20厘米的夹砂红陶，形制与另一基本相同，其肩部四方各存有小洞，盖顶尖也存有小洞。二者与苏巴什佛寺遗址、克孜尔石窟出土的舍利罐相似，外形与西北印度、中亚地区流行的相同器物类似。时代约为6至7世纪，约为南北朝至唐代。自遗址还出土有一件陶纺轮，直径两厘米半，厚一厘米半，表面刻有莲花纹。

## 调查保护
20世纪初，芬兰冒险家马达汉从柯坪到乌什时，曾至克斯勒塔格佛寺遗址调查，但并无显著收获。1976年，柯坪县水泥厂在此修建，对遗址造成破坏，不过出土2件舍利罐。1986年，中国社会科学院考古研究所孟凡人等人考古、考察克斯勒塔格佛寺遗址。1989年，克斯勒塔格佛寺遗址在第二次全国文物普查时被调查并建档，并在第三次全国文物普查（2008年）时被复查。2012年，新疆维吾尔自治区文物古迹保护中心实地勘察测绘克斯勒塔格佛寺遗址。2022年，武汉大学长江文明考古研究院与柯坪县人民政府共同建立武汉大学文化遗产保护研究柯坪基地。基地2022年调查和测绘超过30处遗址，其中包括克斯勒塔格佛寺遗址。
保护方面，1998年，柯坪县文物保护管理所成立，克斯勒塔格佛寺遗址的管理和保护由其负责。2007年，克斯勒塔格佛寺遗址被列为第六批新疆维吾尔自治区文物保护单位。2011年，柯坪县公布克斯勒塔格佛寺遗址的保护范围和建设控制地带。2013年，克斯勒塔格佛寺遗址被中华人民共和国国务院列为第七批全国重点文物保护单位的古遗址。2016年，新疆维吾尔自治区文物保护工程技术中心开展克斯勒塔格佛寺遗址抢险加固工程。